# Jan Želivský (opera)
Jan Želivský je opera („historická operní freska“) o šesti obrazech českého skladatele Miloše Vacka na námět ze života radikálního husitského kazatele Jana Želivského. V původní podobě vznikla v letech 1953–1956 na libreto Miroslava Kroha, v roce 1974 ji skladatel přepracoval, přičemž libreto upravil on a jeho manželka, herečka a spisovatelka Naděžda Gajerová (pod svým dívčím jménem Naďa Mauerová). Premiéru opery uvedlo 15. dubna 1984 Státní divadlo Oldřicha Stibora v Olomouci.

## Vznik, charakteristika a historie
Historie Vackovy opery Jan Želivský je dlouhá a spletitá. Spisovatel Miroslav Kroh napsal její libreto původně pro mladého skladatele a uměleckého ředitele Armádního uměleckého souboru Víta Nejedlého Radim Drejsl, se kterým spolupracoval na některých jeho předchozích dílech (zejména vojenských a masových písních). Námět z osudů jednoho z nejradikálnějších ideových vůdců husitské revoluce, navíc s výraznou účastí vojevůdce Jana Žižky, odpovídal dobovým kulturně-ideologickým požadavkům. Drejsl však 20. dubna 1953 spáchal zřejmě sebevraždu (okolnosti nejsou zcela vyjasněny), aniž by operu, na které údajně začal pracovat roku 1951, dokončil; Vacek cituje Krohovo vyjádření, že Drejsl na opeře vůbec pracovat nezačal.
Miloš Vacek rovněž působil v letech 1951–1954 jako dirigent v AUS a oba původní autory znal. Po Drejslově smrti požádal Kroha, aby mu libreto přenechal, a ještě roku 1953 se pustil do práce na své verzi Jana Želivského. Koncem roku 1954 již v práci natolik pokročil, aby s pomocí vysokého hudebního funkcionáře Miroslava Barvíka provedl přehrávku hotových částí opery na Ministerstvu kultury. Přes dílčí námitky k libretu a výstavbě bylo hodnocení Vackovy práce velmi pozitivní, neboť odpovídalo tehdejší kulturně politické snaze o opery na ideologicky vhodné náměty a současně hudebně srozumitelné širokému obecenstvu. „Po hudební stránce je Vackovo dílo mimořádně pozoruhodné! […] Vackova hudba je melodická, velmi osobitá a invenčně zdravá, širokodechá a mnohotvárně výrazná. Dramatické scény nejsou nijak konvenční a vnějškově přeexponované, všecko spočívá na jasné a výrazné melodice zpívaného slova! Po té stránce může Vackovo dílo doplnit a dovršit úspěch a zásadní zvrat, kterého bylo dosaženo Vomáčkovým novým dílem [tj. operou Boleslav I.] – že se totiž konečně naše nová opera dá na cestu rozvíjení klasických tradic a opře se v prvé řadě o melodii a zpěv.“ Barvíkův referát chválil rovněž hudební charakterizaci postav a výstavbu jednotlivých scén a doporučil příslušným institucím, především Svazu československých skladatelů a Českému hudebnímu fondu, skladatele v další kompozici Jana Želivského podpořit. Tak se i stalo, Vacek získal podporu ČHF a operu roku 1956 dokončil. Již dříve byly pořízeny a 15. srpna 1955 poprvé vysílány nahrávky ukázek z ní pro Československý rozhlas s předními pěvci Národního divadla: Ladislav Mráz v titulní roli, Karel Kalaš jako Žižka, Ludmila Červinková jako jeho dcera Kateřina, Antonín Votava jako Jiřík, Antonín Zlesák jako Příbram, Miluše Šeflová jako sirotek Marta, Stanislava Součková jako Husitská dívka aj., dirigoval Jaromír Nohejl. Avšak přes opatrný zájem z některých vedlejších operních scén – Olomouce, Opavy a Českých Budějovic – k provedení Vackova Jana Želivského v původní podobě nedošlo. Podle Vackových vzpomínek mu alespoň práce na ideologicky vhodné opeře pomohla získat poukaz na Spartaka.
Až po nástupu normalizace, v létě 1974, projevil o operu tehdejší šéf hudebního vysílání Československé televize, skladatel Josef Boháč. Vacek přistoupil k revizi díla: původní Krohovo libreto podstatně upravila jeho manželka, herečka a spisovatelka Naděžda Gajerová (podle Vacka „došlo k podstatnému zjednodušení a zpřehlednění dějů, postav, situací“), skladatel pak ještě do konce roku provedl hudební úpravy („nebyla to pouhá revize díla, ale nová kompozice“, píše Vacek ve svých pamětech). DILIA pak připravila i provozovací materiály, avšak z televizní inscenace opery nakonec z rozpočtových (a dle autorovy domněnky i cenzurních) důvodů sešlo. Roku 1978 byly v rozhlase opět nahrány některé ukázky; dirigoval Miloš Konvalinka a zpívali opět pěvci Národního divadla, jako Jindřich Jindrák (Jan Želivský), Jaroslav Horáček (Žižka), Blanka Severová (Kateřina), Daniela Šounová-Brouková (Marta), Zdeněk Jankovský (Vítek), Dalibor Jedlička (Hvězda), Oldřich Spisar (Příbram).
Teprve v roce 1984, při příležitosti Roku české hudby, uvedlo Jana Želivského skutečné divadlo, totiž Státní divadlo Oldřicha Stibora v Olomouci. Režisér Jiří Glogar a dirigent Reginald Kefer operu nastudovali na dobré hudební i inscenační úrovni, limitované možnostmi olomouckého ansámblu, pro který bylo obtížné vůbec obsadit velký počet mužských rolí a původně monumentálně zamýšlené, rovněž ponejvíc mužské sbory.
Kritika – konkrétně muzikolog profesor Vladimír Hudec – přijala Jana Želivského pozitivně, upozorňovala však i na podstatné nedostatky. Na libretu Hudec oceňoval, že bylo „poučené filmovým viděním zobrazované skutečnosti“ i jeho „promyšlené proporce“ a že skladatel dokázal obou těchto předností využít: „Dramatické scény jsou stavebně promyšlené, nesené bezprostřední invencí, deklamační jistotou i smyslem pro dramatickou gradaci.“ Přesto je libreto „nepříliš dramatické“ a „mozaikovité“. V libretu i hudbě však „[b]ohužel dramatickým postavám, především pak postavě ústřední, chybí potřebný lidský rozměr.“ Želivský je tak pojat spíše jako symbol než jako živá, hudebně charakterizovaná postava, což je problém i například ve vztahu ke třem univerzitním mistrům nebo ke dvěma výplňkovým ženským rolím. Pouze Jan Žižka působí „daleko životněji a přesvědčivěji“. O hudbě Hudec mínil, že „[s]kladatel samozřejmě využívá stylizace dobových písňových intonací a zažitých hudebních symbolů husitství, dovedně pracuje se sbory v masových ansámblových scénách, jeho orchestrace vychází vstříc potřebám zpěváků. To vše činí jeho hudbu široce sdělnou, působivou a místy výrazně sugestivní.“ Avšak některá místa, včetně závěrečného optimistického revolučního sboru Sem, chudino, sem, podle recenzenta „příliš poplatné atmosféře doby, v níž opera vznikala,“ tj. vrcholného stalinismu.
Podobně vyzněla i recenze v časopise Tvorba: „Daný námět s sebou nutně nese určitý patos a proklamativnost; v tomto smyslu je dílo nesporně poznamenáno dobou svého vzniku. Miloš Vacek však již v této své operní prvotině prokázal svůj průrazný talent hudebního dramatika, smysl pro vyhrocené kontrasty, napětí, vzrucha spád. Vyšel z prověřených prostředků romantické opery, komponoval árie, dueta, působivé lyrické pasáže, nechybí tu ani závěrečná stretta a pochopitelně bojovně znějící sbory. Obecenstvu vychází vstříc bohatou melodikou čerpající u intonace husitských chorálů (ovšem i z osvědčených vzorů české operní klasiky) a pro pěvce dokázal zkomponovat vděčné pěvecké party. Instrumentace díla je dosti hutná (na své si tu přijdou dechové nástroje), přesto však vůči pěvcům citlivá.“
Vackův Jan Želivský vícekrát na českých jevištích uveden nebyl.

## Osoby a první obsazení
| osoba                      | hlasový obor | premiéra (15. dubna 1984) |
| -------------------------- | ------------ | ------------------------- |
| Jan Želivský               | baryton      | Jaroslav Majtner          |
| Jan Žižka                  | bas          | Josef Šulista             |
| Jan Hvězda                 | baryton      | Jaroslav Kosec            |
| Vítek, podruh              | tenor        | Michael Böhm              |
| Jiřík                      | tenor        | Ladislav Malínek          |
| Marta, sirotek             | soprán       | Jana Majtnerová           |
| Kateřina, dcera Jana Žižky | mezzosoprán  | Jana Regalová             |
| Matěj Kramář               | tenor        | Jan Koubek                |
| Mistr Příbram              | tenor        | Konrád Tuček              |
| Mistr Křišťan              | bas          | Adolf Loub                |
| Mistr Jakoubek ze Stříbra  | baryton      | Richard Haan              |
| Aleš                       | bas          | Vladimír Třebický         |
| Jan Sádlo z Kostelce       | baryton      | Vladimír Fujerík          |
| Posel Sádla z Kostelce     | tenor        | Augustin Horký            |
| Dirigent: Reginald Kefer   |              |                           |
| Režie: Jiří Glogar         |              |                           |
| Scéna: Jiří Procházka      |              |                           |
| Kostýmy: Alena Balejová    |              |                           |

## Děj opery
Děj opery zachycuje v šesti spíše mozaikových než dějových obrazech scény z posledního roku života kazatele Jana Želivského. Začíná bitvou u Mostu 5. srpna 1421, v níž Želivský vedl pražské oddíly proti vojsku míšeňského markraběte a v níž se dostal do sporu s vojenskými veliteli výpravy, a končí jeho utajenou popravou zorganizovanou umírněnými kališníky na Staroměstské radnici 9. března následujícího roku a následujícím násilným převratem provedeným Želivského přívrženci. V duchu komunistického výkladu husitské revoluce je radikální tribun a diktátor Jan Želivský pojat jako ryze kladná postava, revoluční vůdce a zastánce pražské chudiny (které zosobňují především podruh a lidový vůdce Vítek, zatímco jeho osiřelá dívka a ošetřovatelka Marta a její milý Jiřík zastupují především lyrický milostný prvek) proti bohatým měšťanům tvořícím umírněné křídlo kališníků, které zastupuje trojice profesorů pražské univerzity, Mistrové Příbram, Křišťan a Jakoubek ze Stříbra. Želivského oporou v opeře je Jan Hvězda, Želivským dosazený hejtman pražských měst, protivníkem (údajný) zrádce Jan Sádlo z Kostelce, kterého dal Želivský popravit. Výraznou postavou v opeře je táboritský vojevůdce Jan Žižka, podle libreta Želivského věrný přítel a spojenec.

## Instrumentace
Tři flétny, tři hoboje, tři klarinety, dva fagoty; čtyři lesní rohy, tři trubky, čtyři pozouny, tuba; tympány, bicí souprava; harfa; smyčcové nástroje (housle, violy, violoncella, kontrabasy).